# Stenodeza fallax
Stenodeza fallax là một loài nhện trong họ Salticidae.
Loài này thuộc chi Stenodeza. Stenodeza fallax được Cândido Firmino de Mello-Leitão miêu tả năm 1917.